# 布魯瑙湖
53°06′32″N 9°58′27″E / 53.1088°N 9.9743°E

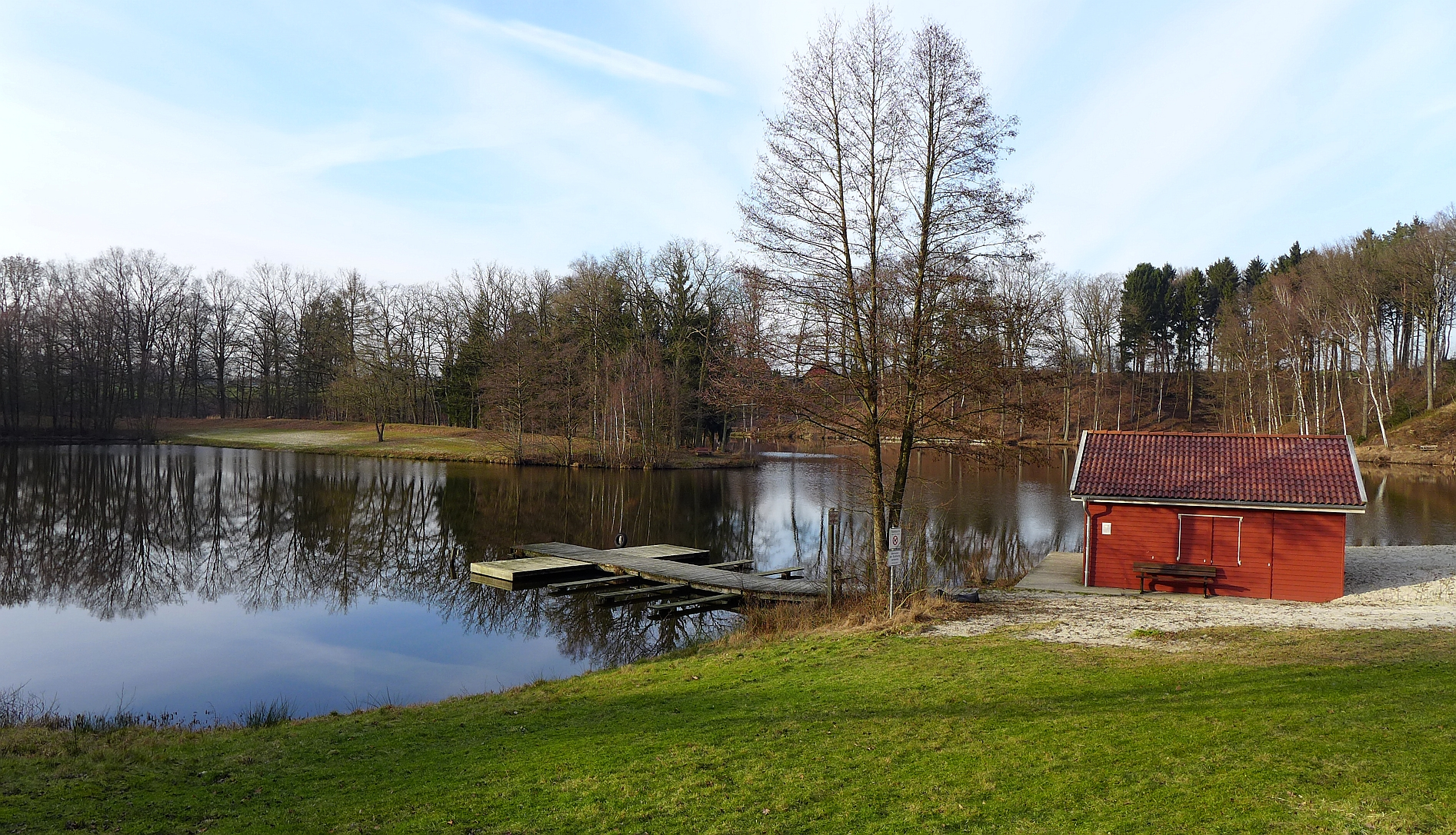

布魯瑙湖（德語：Brunausee），是德國的湖泊，位於該國西北部，由下薩克森州負責管轄，處於索爾陶-法靈博斯特爾縣，長0.7公里、寬0.1公里，面積0.07平方公里，海拔高度70米。